# سفارة البحرين لدى تايلاند
سفارة البحرين لدى تايلاند هي البعثة الدبلوماسية لمملكة البحرين لدى مملكة تايلاند، وتقع بالعاصمة بانكوك.